# Вовки у зоні
«Вовки у зоні» — радянський художній фільм 1990 року, знятий режисером Віктором Дерюгіним на студіях «Імпульс» і «Бенефіс».

## Сюжет
В основі фільму факти чорнобильської трагедії та ліквідації аварії. Герої цього фільму — мародер Семен, який збуває заражену техніку, його колишній товариш по службі Стас, капітан міліції, у недавньому минулому ліквідатор аварії, та якась Людина-Зона, що спостерігає за подіями. Покинуті людьми речі, коштовності та техніка стають легкою здобиччю злочинців, які діють під прикриттям влади та міліції. Покласти край цьому свавіллю беруться колишній капітан міліції Родіон і його напарник Стас.

## У ролях
- Юозас Кіселюс — Родіон, колишній капітан міліції
- Станіслав Садальський — Семен
- Віктор Костромін — Стас, старший лейтенант міліції
- Марина Гайзідорська — Катя
- Віктор Михайлов — роль другого плану
- Вітаутас Томкус — міністр
- Михайло Пахоменко — роль другого плану
- Віталій Зікора — роль другого плану
- Володимир Толоконніков — роль другого плану
- Андрій Дударенко — Кузьма, прапорщик
- Євген Крижановський — роль другого плану
- Михайло Петров — роль другого плану
- Кахабер Шарабідзе — роль другого плану
- Валентина Деменкова — епізод
- Олександр Курлович — епізод
- Ростислав Шмирьов — епізод
- Андрій Шитіков — епізод
- І. Перцуліані — епізод
- Роланд Хуродзе — епізод
- Олексій Фролов — епізод
- Саша Попов — епізод

## Знімальна група
- Режисер — Віктор Дерюгін
- Сценарист — Анатолій Делендік
- Оператор — Володимир Кислицин
- Художник — Володимир Єфімов
- Продюсери — Володимир Єсінов, Іван Гуринович